# 콘위

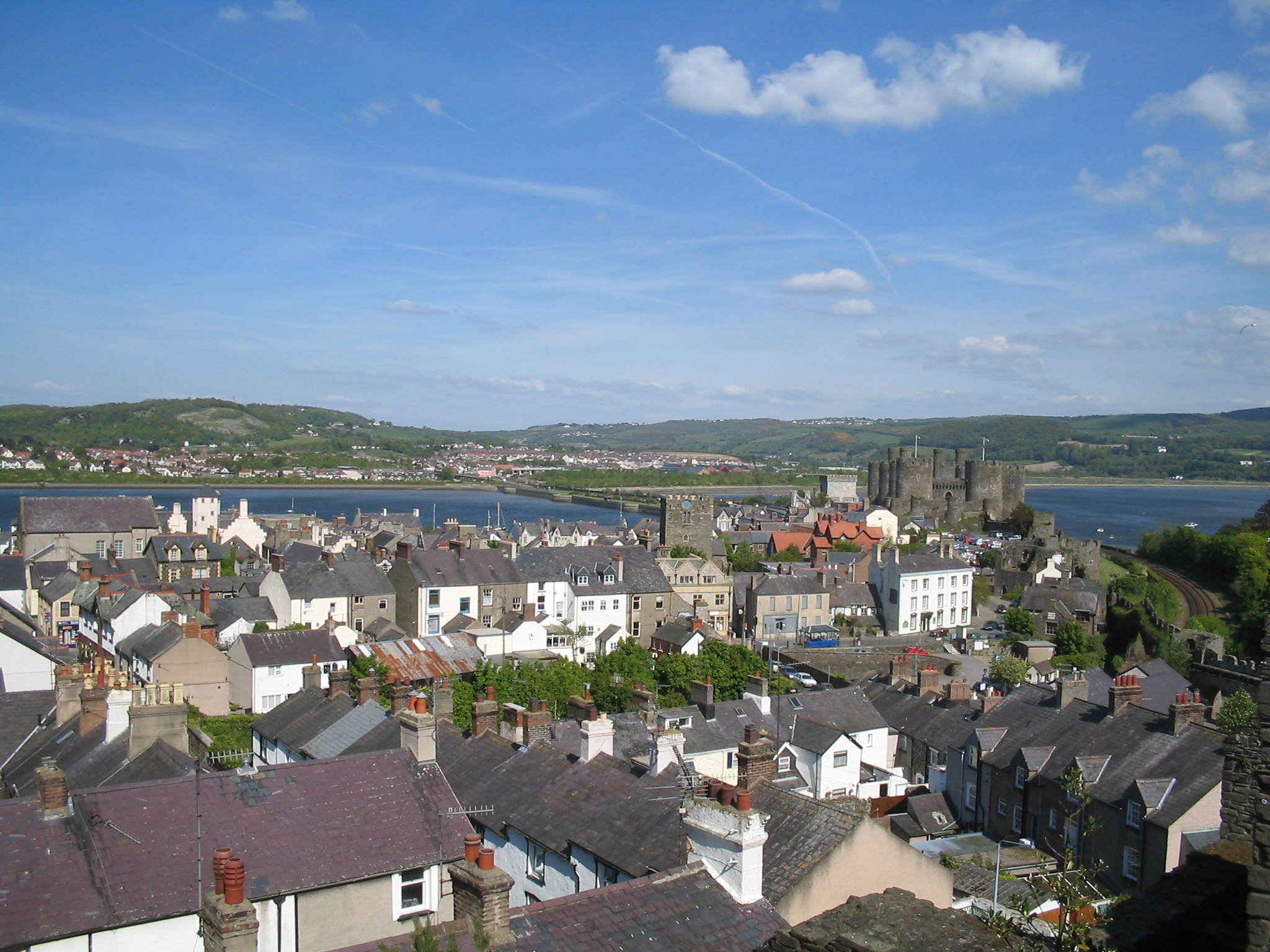
콘위

콘위(Conwy)는 웨일스 콘위 자치시의 도시이다. 이곳은 북웨일스 콘위 카운티 자치구의 성벽으로 둘러싸인 시장 도시이자 커뮤니티이자 행정 중심지이다. 성벽으로 둘러싸인 마을과 성은 콘위 강의 서쪽 기슭에 서 있고 동쪽 기슭의 데간위를 마주하고 있다. 이 마을은 이전에는 귀네드에 있었고 그 이전에는 카나번셔에 있었다. 데간위와 랜디드노 정션도 포함하는 이 지역사회의 인구는 2011년 인구 조사에서 14,753명이었다.
콘위 커뮤니티는 콘위강에 걸쳐 있지만 우편 목적으로 동쪽 강둑 지역은 랜디드노 정션의 역참 마을의 일부를 형성하며 콘위 역참 마을은 강의 서쪽 강둑에 국한되어 있다. 2011년 인구 조사에서 강의 서쪽 기슭에 있는 와드의 인구는 4,065명이었다.
ONS 추정에 따르면 더 넓은 콘위 카운티 자치구의 주민 인구는 116,200명으로 추산되었다.
'콘위'라는 이름은 옛 웨일스어 cyn(최고)과 gwy(물)에서 유래되었으며, 강은 원래 'Cynwy'라고 불렸다.